# Etzgerbach
Der Etzgerbach ist ein etwa 8 km langer Bach im Schweizer Kanton Aargau, der die Gemeinde Mettauertal durchfliesst und ein linker Zufluss des Rheins ist. Er ist ein mittelsteiles, mittleres Fliessgewässer des kollinen, karbonatischen Mittellands.

## Geographie

### Verlauf
Der Etzgerbach entspringt, als Hottwilerbach, auf mehr als 500 m ü. M. nordöstlich des Geissbergs und just eben noch auf dem Gebiet der Gemeinde Villigen, wechselt aber nach etwa einem Viertelkilometer schon in das Mettauertal über. Er fliesst in westliche bis nordwestliche Richtung. Auf seinem Weg durchquert er die Dörfer Hottwil, Wil, Mettau und Etzgen, das dem Bach seinen Namen gab. Dort mündet er schliesslich, aus dem Südosten kommend, auf einer Höhe von 301 m ü. M. von links in den dort aus dem Norden heranziehenden Rhein.
Sein etwa 8 km langer Lauf endet ungefähr 239 Höhenmeter unterhalb der Quelle des Hottwilerbachs, seines Hauptstrang-Oberlaufs, er hat somit ein mittleres Sohlgefälle von etwa 30 ‰.

### Einzugsgebiet
Das Einzugsgebiet des Etzgerbachs liegt im Juragebirge und wird durch ihn über den Rhein zur Nordsee entwässert.
Es ist 25,65 km² gross und besteht zu 35,3 % aus bestockter Fläche, zu 56,6 % aus Landwirtschaftsfläche, zu 7,9 % aus Siedlungsfläche und zu 0,2 % aus unproduktiven Flächen.
Die Flächenverteilung
Die mittlere Höhe des Einzugsgebietes beträgt 476,1 m ü. M., die minimale Höhe liegt bei 305 m ü. M. und die maximale Höhe bei 698 m ü. M.

### Zuflüsse
Reihenfolge von der Quelle zur Mündung. Namen nach Onlinekarten Kanton Aargau, Daten nach dem Geoserver der Schweizer Bundesverwaltung (Hinweise)
- Hottwilerbach (linker Quellbach, Hauptstrang), 4,1 km, 6,33 km², 80 l/s
- Oedenholzbach (rechter Quellbach, Nebenstrang), 2,0 km, 2,1 km²
- Grundbach (rechts), 2,4 km[5], 1,83 km²
- (Bach aus dem) Blindloch (links)
- (Bach aus der) Ritterhalde (rechts)
- Bürerbach (Mettauer Bach) (links), 5,4 km, 9,69 km², 130  l/s
- (Bach aus der) Chinzehalde (rechts)
- Diendelgraben (rechts), 0,8 km[5]
- Hofergraben (links), 1,5 km, 0,84 km²
- Wissrütigraben (links), 0,8 km
- Mühlebächli (rechte Abzweigung)

## Hydrologie
An der Mündung des Etzgerbachs in den Rhein beträgt seine modellierte mittlere Abflussmenge (MQ) 0,34 m³/s. Sein Abflussregimetyp ist pluvial jurassien und seine Abflussvariabilität beträgt 24.